# Robusta-3A Méditerranée
Robusta-3A est un nanosatellite de type CubeSat 3U (3 unités), développé au Centre spatial universitaire Montpellier-Nîmes de l'université de Montpellier.
Il mesure 10 × 10 × 30 cm pour une masse d’environ 3,6 kg. Ce projet a deux objectifs principaux, un objectif scientifique en sciences appliquées et un objectif pédagogique consistant à préparer les étudiants de l’université de Montpellier à travailler dans l’industrie du spatial en leur fournissant une expérience pratique d’ingénierie d’un nanosatellite. Le lancement de Robusta-3A a lieu le 9 juillet 2024 lors du vol inaugural du lanceur Ariane 6. Sa mission dans l’espace doit durer au moins deux ans. Il est placé sur une orbite circulaire de type LEO (Low Earth Orbit) à 600 km sur une inclinaison de 45-50° minimum.

## Le projet Robusta-3A
La mission de Robusta-3A est triple :
- une mission scientifique en partenariat avec Météo-France visant à améliorer la précision des prévisions météorologiques autour du bassin méditerranéen et en particulier la prévision des épisodes cévenols[4] ;
- une mission humanitaire en partenariat avec des associations et visant à procurer un moyen de communication entre des écoles situées au Burkina Faso dans des zones coupées des réseaux et des écoles jumelles en France ;
- des missions de démonstrations technologiques qui démontreront notamment des systèmes d'ouverture de panneaux solaires et une radio UHF SDR.

Le projet doit satisfaire trois contraintes majeures :
- obéir à la Loi sur les opérations spatiales (LOS)[5], c'est-à-dire veiller à ne laisser aucun débris dans l’espace notamment ;
- obtenir la licence internationale des bandes radios amateurs pour toute émission radio ;
- satisfaire les exigences techniques du déployeur[6] et du lanceur.

### Les différentes missions

#### Projet Méditerranée
Le projet Méditerranée vise à tester de nouvelles méthodes de prévisions météorologiques dans le bassin méditerranéen, le but étant d’accroître la précision de ces prévisions.
L'utilisateur final de ce projet est Météo France. Dans le bassin méditerranéen, le taux d'humidité des masses d'air est très important et doit d'être mesuré très précisément. Météo France a environ huit cents capteurs d'humidité en France continentale or il est très difficile de placer de tels capteurs en mer et surtout d'en collecter les données.[réf. nécessaire] Développer et mettre en service un nanosatellite destiné à cette collecte et transmission de données permet de pallier ces difficultés.[réf. nécessaire] Actuellement, il n'y a pas de données météo objectives provenant de la mer, les prévisions y sont donc 3 à 4 fois moins précises que pour les prévisions terrestres[réf. nécessaire]. Le projet prévoit que plusieurs bateaux cargo sillonnant la Méditerranée soient équipés de stations météo et que leur relevés soit transmis à Météo France par l'intermédiaire de Robusta-3A. En 2016, les données collectées (au bout de trois semaines de voyage en mer d'un seul cargo) arrivent trop tard pour effectuer des prévisions et ne servent qu'à confirmer et améliorer les modèles mathématiques[réf. nécessaire]. Grâce à ce projet, les données seront disponibles pour Météo France en une heure et trente minutes seulement.[réf. nécessaire] Le satellite survolera la Méditerranée et Montpellier au moins deux fois par jour.
Grâce aux télémétries reçues quotidiennement, le Centre spatial pourra aussi surveiller l'état général du satellite.

#### Humanitaire. Échanges entre des écoles isolées des réseaux et des écoles du Gard
Grâce au projet Méditerranée, des écoles francophones situées en dehors des couvertures réseaux au Burkina Faso pourront établir des échanges avec des écoles du Gard. Des terminaux au sol seront fournis aux écoles des pays partenaires pour qu'elles puissent envoyer et recevoir des données (images, textes, dessins) à des écoles jumelles en France à raison de 256 octets de données transférables par passage du satellite. Le matériel et la formation à l’utilisation de ce matériel sera fourni gracieusement à des associations humanitaires françaises comme Teelgo ou Case Burkina œuvrant déjà dans ces régions et partenaires du Centre spatial universitaire de l'université de Montpellier depuis 2013.

#### Startracker
Cette mission de sciences appliquées aura pour but de produire et tester un équipement technique innovant : le star tracker, ou senseur stellaire. Il s'agit d'un système de détermination d'attitude. Un satellite doit pouvoir déterminer avec précision sa position dans l'espace. La plupart des satellites ont des capteurs solaires leur permettant de déterminer leur position par rapport au soleil et des magnétomètres (capteurs de magnétisme) qui permettent de connaître la position de la Terre grâce à son champ magnétique. L'enjeu est d'arriver à positionner le satellite très précisément dans l'espace. Un seul équipement[réf. nécessaire] permet de faire cela : le star sensor ou star tracker. Il positionne le satellite grâce aux étoiles. Le but pour le Centre spatial universitaire Montpellier-Nîmes est de développer et de qualifier un tel système pour de petits satellites, de types CubeSat. Le système sera conçu et réalisé entièrement par les ingénieurs et étudiants du Centre spatial à partir de composants industriels (off-the-shelf). Des partenaires comme Airbus Defence and Space et Systheia collaborent à ce projet. Le cahier des charges impose un système léger, compact et peu onéreux. Le projet sera financé par la Fondation Van Allen et l'université de Montpellier.

## Les différentes étapes du projet
Comme tout projet satellitaire européen, les étapes de ce projet sont fixées par des standards du CNES (GNS) et de l'ESA (ECSS).
Il suivra, dans l'ordre, les phases suivantes :
- phase 0 - identification des besoins et analyse de la mission ;
- phase A - étude de faisabilité ;
- phase B - définition préliminaire ;
- phase C - définition détaillée ;
- phase D - production et qualification au sol ;
- phase E - utilisation et opération ;
- phase F - retrait de service.

Le projet Robusta-3A est actuellement en phase E.

## Acteurs du projet
Les acteurs du projet et partenaires sont les suivants :
- le Centre spatial universitaire Montpellier-Nîmes de l'université de Montpellier ;
- entre 50 et 60 étudiants issus de Polytech Montpellier, de l'ENSMA Poitiers, des IUT de Nîmes et Montpellier ainsi que des doctorants de l'université de Montpellier chargés du startracker et du système de commande d'attitude et d'orbite (SCAO) ou ADCS (Attitude Determination and Control System) en anglais ;
- le Centre national d'études spatiales (CNES) ;
- la Fondation Van Allen (FVA)[12] ;
- Météo France ;
- Géosciences ;
- Laboratoire d'informatique, de robotique et de microélectronique de Montpellier[13](LIRMM) ;
- l'association Teelgo ;
- le collectif Case Burkina.